# Lasse Lindorff
Lasse Lindorff (født 1977 i København) er en dansk sanger, sangskriver og producer, der er forsanger og guitarist i det københavnske rockband Cue Madison. Han er også en del af producer- og sangskrivningsfirmaet GL Music, der bl.a. har arbejdet med Daniel Bedingfield, Jolin Tsai, Nelly Furtado, Bryan Rice og Nik & Jay, ligesom de har skrevet musik til knap 150 episoder af TV3-serien 2900 Happiness.
Lindorff har skrevet og/eller produceret for artister som Sanne Salomonsen, Lee Ryan, Anna David, Mohamed Ali, Vice, Johnny Deluxe, Martin Hedegaard, Kat Danson og Linda Andrews.
I 2005 var Lasse Lindorff med til at starte rockbandet Cue Madison, der opvarmede for Gavin DeGraw da han gæstede København i november det år. Bandet udgav deres debutalbum, Turn Around, i 2006 på det canadiske pladeselskab C4 Records, ligesom de har turneret i Canada. Singlen "Crazy Love" var med på soundtracket til Thomas Villum Jensens komediefilm Sprængfarlig bombe.
Han stillede op til Dansk Melodi Grand Prix 2008 med sangen "Hooked on You", skrevet i samarbejde med Mogens Binderup og Lise Cabble. Han har desuden skrevet for gruppen Sukkerchok i både 2009 og 2010-udgaven; henholdsvis "Det' det" og "Kæmper for kærlighed".
Privat har Lasse Lindorff et barn med Robinson-vinderen Malene Hasselblad. I maj 2009 fortalte Anna David til Se & Hør at hun danner par med Lindorff, som hun mødte under indspilningerne til hendes tredje album, Tættere på.